# Hayesia albescens
Hayesia albescens är en fjärilsart som beskrevs av Paul Dognin 1911. Hayesia albescens ingår i släktet Hayesia och familjen trågspinnare. Inga underarter finns listade i Catalogue of Life.